# Theodor Märcker

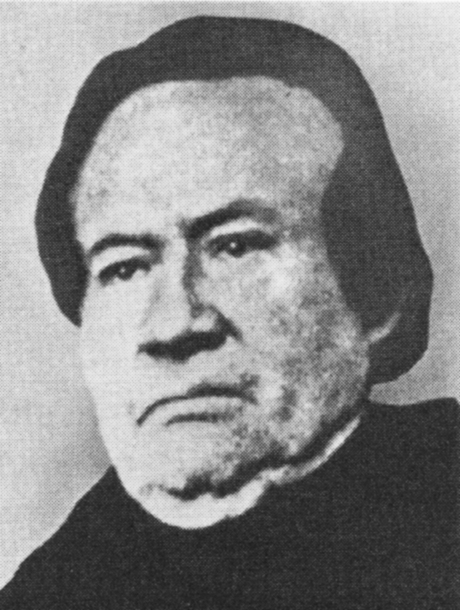
Theodor Märcker

Theodor Märcker (Schreibweise auch Märker) (* 18. April 1796 in Isselburg; † 9. Januar 1876 in Dortmund) war ein deutscher Kommunalpolitiker.

## Leben und Wirken
Theodor Märcker entstammte einer alten angesehenen Hattinger Familie, deren Mitglieder im 16. und 17. Jahrhundert in der Region als evangelische Pfarrer tätig waren. Märckers Großvater war 56 Jahre lang lutherischer Pfarrer in Isselburg, sein Vater Bürgermeister in Isselburg und Steuer-Receptor.
Nach einer Verwaltungsausbildung auf dem von seinem Bruder Alexander geleiteten landrätlichen Büro in Essen wurde Märcker im Alter von 23 Jahren am 1. Oktober 1819 zum Bürgermeister von Werden ernannt. Bis zur Aufhebung der gemeinsamen Verwaltung 1843 hatte er in Personalunion das Amt auch für Kettwig inne, dort wurde er in jenem Jahr von Heinrich von Rosenthal abgelöst. Nach Nicht-Wiederwahl in Werden endete sein Amt am 23. Januar 1851. 
Am 14. April 1851 wurde Märcker zum Bürgermeister der Stadt Steele gewählt und von der Aufsichtsbehörde für zwölf Jahre bestätigt. Die Amtseinführung erfolgte am 6. Mai des Jahres. Gleichzeitig war er Bürgermeister der Bürgermeisterei Steele-Land, zu der Rellinghausen und Überruhr gehörten. 1863, nach Ablauf der zwölf Jahre, stellte er sich aus Altersgründen nicht mehr zur Wiederwahl.